# Kirstenbosch National Botanical Garden

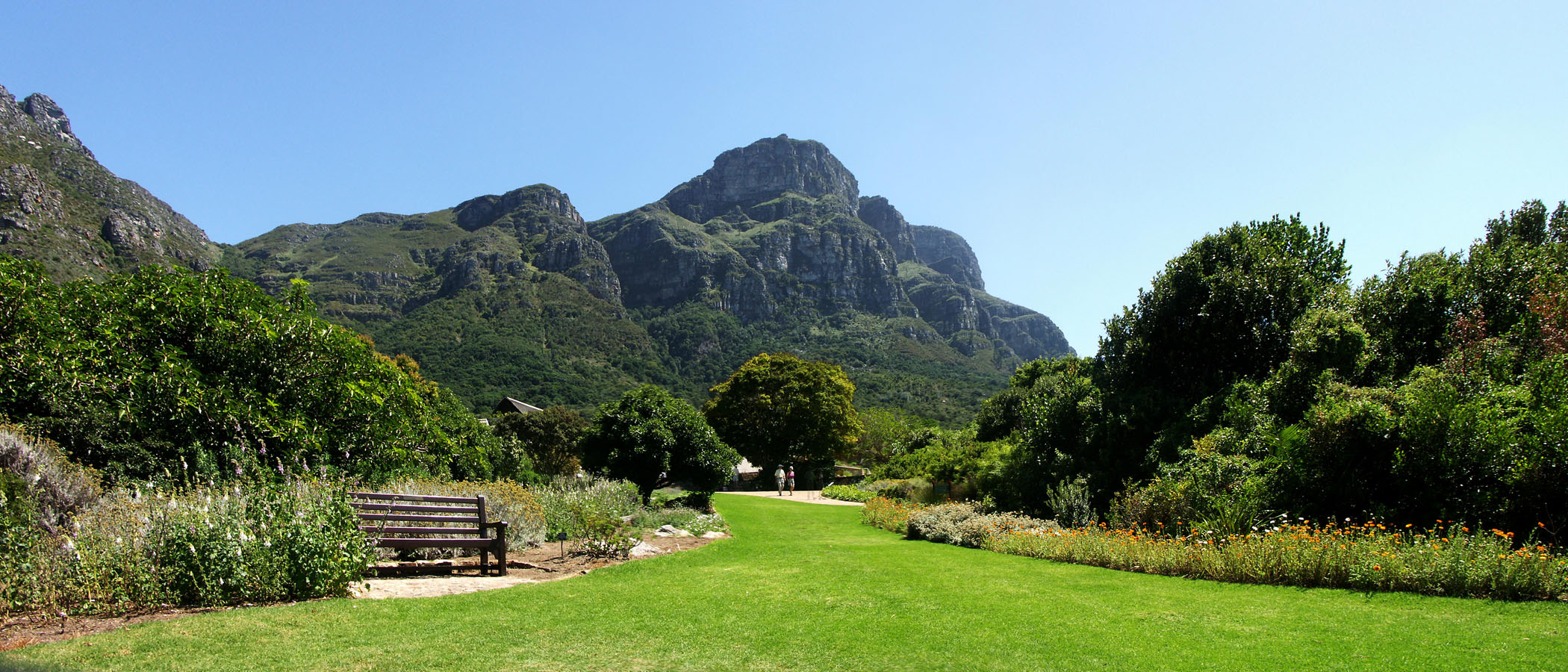
Zicht op de Tafelberg vanuit de botanische tuin

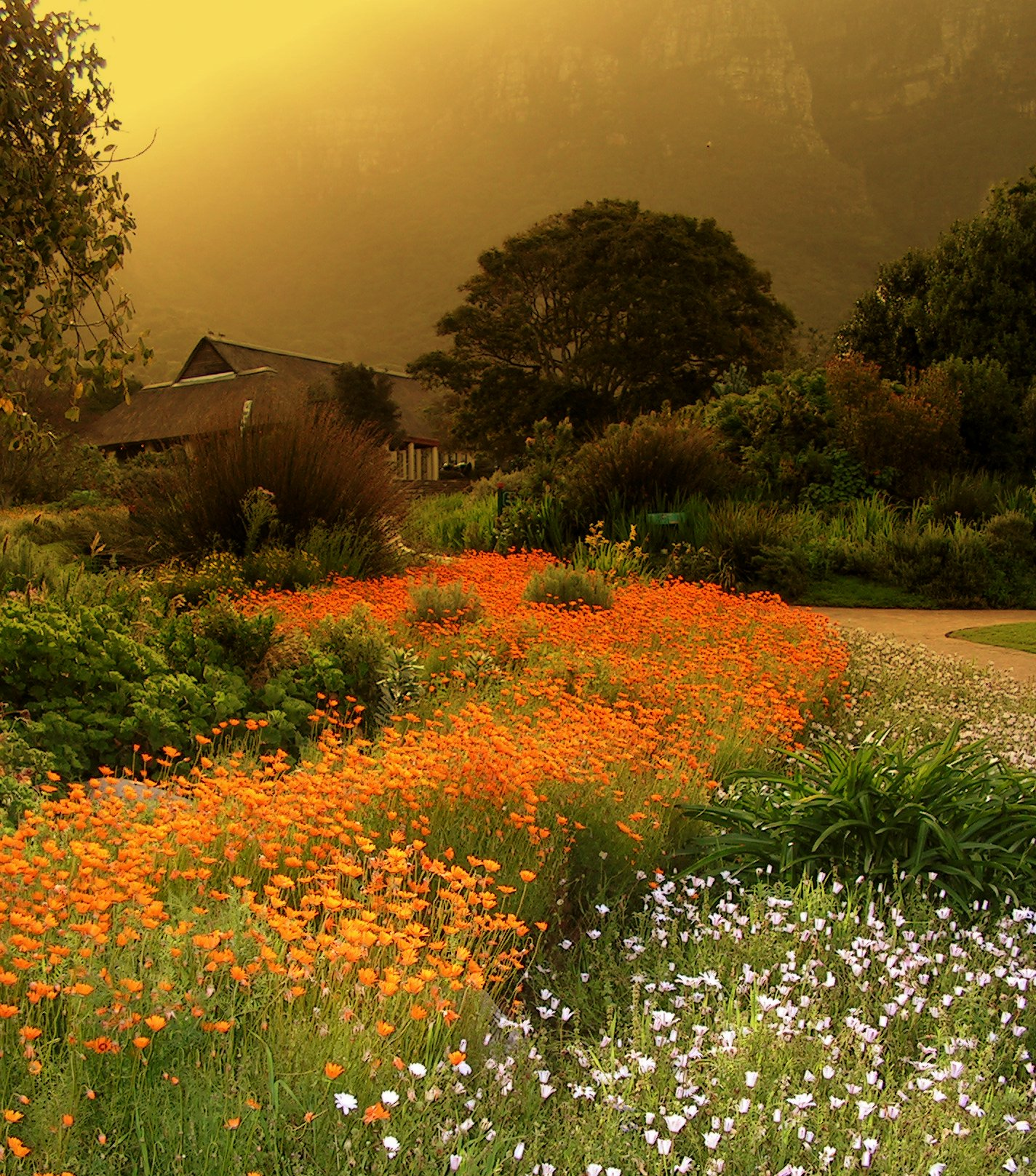
Sfeerfoto

Kirstenbosch National Botanical Garden is een 560 ha grote botanische tuin aan de voet van de oostelijke helling van de Tafelberg in Kaapstad (Zuid-Afrika). Het is een van de acht botanische tuinen in Zuid-Afrika die vijf van de zes biotopen omvatten. De tuin is genoemd naar Johann Friedrich Kirsten (1726-1783), die het gebied in de 18de eeuw beheerde.
In de buurt van ei Kirstenbosch komen een aantal unieke biotopen voor zoals de Floraregio van de Kaap (Werelderfgoedlijst) en het Nationaal park Tafelberg. Het park werd opgericht in 1913 om deze unieke flora te beschermen. In de tuinen worden daarom dus vooral inheemse planten geteeld.
De tuin omvat een grote overdekte serre met daarin planten uit de verschillende regio's: savanne, fynbos, vegetatie uit de Karoo. Buiten de serre zijn vooral planten uit de Kaap aangeplant, met als hoogtepunt een verzameling protea's.
De tuin is het vertrekpunt van een aantal routes om de Tafelberg te beklimmen. Dit maakt de botanische tuin populair bij toeristen, wandelaars en bergbeklimmers. 
's Zomers worden er op zondagavond openluchtconcerten georganiseerd. 